# Йонна Лутман

Йонна Лутман (швед. Jonna Luthman) — шведська гірськолижниця, медалістка чемпіонату світу. 
Срібну медаль чемпіонату світу Лутман виборола в комадних паралельних змаганнях на світовій першості 2021 року, що проходила в італійській Кортіні-д'Ампеццо.